# Flori de gheață
Flori de gheață este un film românesc din 1989 regizat de Anghel Mora. Rolurile principale au fost interpretate de actorii Ovidiu Iuliu Moldovan, Anda Onesa, Ileana Predescu.

## Distribuție
Distribuția filmului este alcătuită din:
- Ileana Predescu — Mama Savu
- Constantin Cotimanis — Miron
- Ovidiu Iuliu Moldovan — Andrei Cernescu
- Anda Onesa — Eleonora Bianu

## Primire
Filmul a fost vizionat de 557.972 de spectatori în cinematografele din România, după cum atestă o situație a numărului de spectatori înregistrat de filmele românești de la data premierei și până la data de 31 decembrie 2014 alcătuită de Centrul Național al Cinematografiei.